# Jean César Graziani
Jean César Graziani, francoski general, * 1859, † 1932.
1. ↑  podatkovna baza Léonore — ministère de la Culture.
2. ↑  data.bnf.fr: platforma za odprte podatke — 2011.